# Szent Kálmán hermája
Szent Kálmán hermája Szent Kálmán skót zarándoknak a 12. században készült ereklyetartó hermája, amelyet ma Ausztriában, a melki apátságban őriznek.

## Története
Zarándokútja közben Szent Kálmánt Stockerauban elfogták, mivel összetévesztették egy kémmel, megkínozták, majd végül megölték. A kreuzensteini kastélyban még mindig áll az a fa, amelyre a hiedelem szerint felakasztották. Szent Kálmánt a melki apátságban temették el, hamvait II. Henrik által készíttetett sírban helyezték végső nyugalomra. Főként Ausztriában, Tirolban, Bajorországban és Magyarországon, a hegyek között találhatóak vagy voltak megtalálhatók olyan kápolnák, melyet az ő tiszteletére emeltek. A beteg lovak és ökrök védőszentjeként tisztelték.
A Szent Kálmán skót zarándok ereklyetartó hermáját a melki apátságban őrzik, és a 12. században készült. Olyan meglehetősen ritka indadísszel van díszítve, amelyet csak egy bizonyos, kilenc keresztből, illetve külön talált korpuszból álló csoport tartalmaz, amelyeket hazai körmenetek megtartásakor használtak. A korpuszokon a herma vastag nyaka, maszkszerű arca és lapos koronája is visszatér. A herma 1517-ben került Melkbe egy ajándékozási folyamat részeként, Székesfehérvárról, valószínűleg Miksa császár által. A hermát a bazilikában őrzik máig, hatvan másik hermával együtt. 